# Michael Klein (1959)
Michael Klein (Amnaș, 10 oktober 1959 – Krefeld, 2 februari 1993) was een Roemeens voetballer.

## Biografie
Klein werd geboren in Amnaş een dorpje in de gemeente Săliște en is van Zevenburger Saksische afkomst, een Duitstalige minderheid in Roemenië.
Hij begon als jeugdspeler bij Corvinul Hunedoara. In 1977 begon hij in het eerste elftal, de club speelde toen in de hoogste klasse. In 1978 werd hij uitgeleend aan tweedeklasser Aurul Brad. In 1979 keerde hij terug maar kon de degradatie niet verhinderen. Na één seizoen keerde Corvinul terug en Klein bleef tot 1989 bij de club. In 1982/83 speelde hij met de club de UEFA Cup en kon Grazer AK mee uitschakelen.
In 1989 ging hij naar de Roemeense topclub Dinamo Boekarest waarmee hij prompt de beker en titel won. In 1990 maakte hij de overstap van de Roemeense competitie naar de Duitse 2. Bundesliga bij Bayer Uerdingen. Met zijn team promoveerde hij in 1992 naar de Bundesliga. Op 2 februari 1993 overleed hij tijdens een trainingssessie aan een hartaanval.
In 1981 maakte hij zijn debuut bij de nationale ploeg. Hij nam deel aan het EK 1984 en het WK 1990. In 1982 scoorde hij twee keer in de vriendschappelijke wedstrijd tegen Chili.